# Риччоне
Риччоне (итал. Riccione, лат. Arcionis, Arcionum) — город в Италии, расположенный в регионе Эмилия-Романья, подчиняется административному центру Римини.

## Географическое положение
Город расположен приблизительно в 350 км севернее Рима, в 120 км юго-восточнее Болоньи и в 9 км юго-восточнее административного центра Римини.

## Население
Со второй половины XX века фиксируется активный рост населения. В 1955 году в городе насчитывалось 15 000 жителей. В 1981 году — 28 770, в 2001 году — 34 248 человек. На 1 января 2021 года зафиксирована цифра 35 060 человек.
Благодаря активной жизни и привлекательному расположению по данным 2022 года Риччоне вошёл в пятёрку итальянских городов с самой дорогой недвижимостью.

## История
Первые поселения датируются вторым веком до нашей эры, однако считается городом с «молодой» историей. Идея превратить территорию в модную курортную зону возникла в 1880-х годах. Число вилл быстро росло: от 10 в 1885 году до 200 в 1905 году. В 1901 году был открыт первый в Риччоне отель, Albergo Amati на Виале Чеккарини. В 1933 году насчитывалось уже 1300 вилл и 84 учреждения, включая гостиницы и пансионаты, 12 летних лагерей для детей, спортивных, культурных и развлекательных учреждений, а также Гранд Отель и Дворец туризма.
19 октября 1922 года Королевским указом № 1439 санкционировано появление муниципалитета Риччоне.
Популярность курорта до войны стремительно росла, поскольку на вилле «Маргерита» с 1926 года ежегодно проводила отпуск семья Бенито Муссолини.
Сегодня город известен как la Perla Verde dell’Adriatico — Зелёная жемчужина Адриатики.

## Культурная и спортивная жизнь
Покровителем населённого пункта считается святитель Мартин Турский, день которого ежегодно отмечается 11 ноября.
С 1947 года каждые 2 года вручается премия Premio Riccione per il Teatro в области драматургии.
В городе традиционно проходит ярмарка нумизматов Fiera internazionale del francobollo и национальная нумизматическая выставка Salone Numismatico Nazionale.
С 1985 проводится биеннале Riccione TTV.
В 2022 году принял уже 15-й Festival del Sole — крупнейшее в Средиземноморье международное мероприятие под эгидой «Гимнастика для всех».

## Известные уроженцы
- Паоло Конти (род. 1950) — итальянский футболист, вратарь, обладатель Кубка Италии.

## Известные жители Риччоне
- Паоло Чеволи — итальянский комик.
- Мартина Коломбари — актриса, «Мисс Италия — 1991».
- Маттиа Пазини — итальянский мотоциклист.
- Изабелла Сантакроче — писательница.
- Серджо Пиццоланте — итальянский парламентарий.

## В культуре

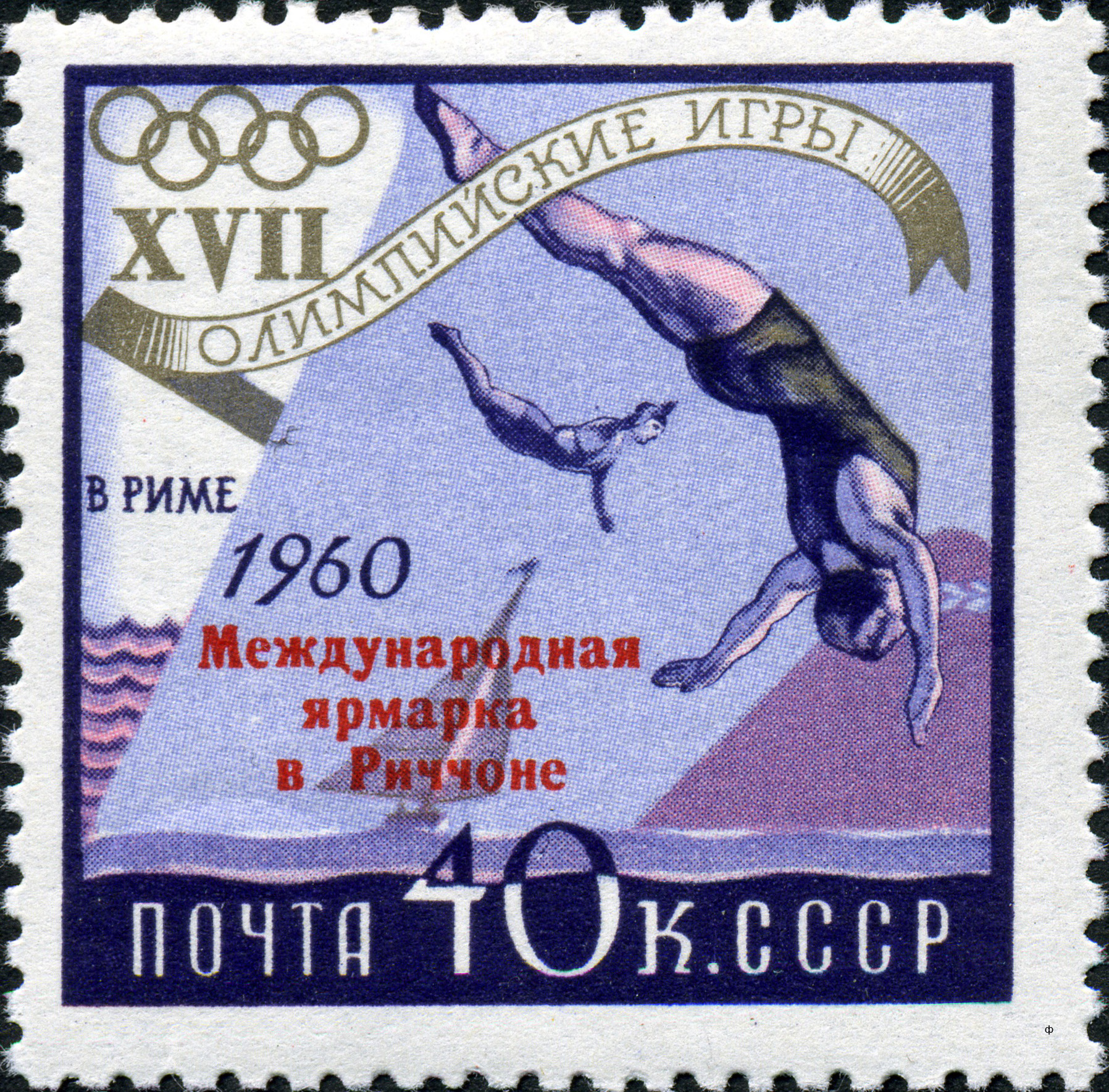
На почтовой марке СССР, посвящённой Международной ярмарке (1960)

В 1960 году почтой СССР была выпущена почтовая марка  (ЦФА [АО «Марка»] № 2461), посвящённая Международной ярмарке в Риччоне.